# Dwuwarstwowce
Dwuwarstwowce, dwuwarstwowe (Diblastica, Diploblastica, Diblastia), gastrulopodobne (Gastruloidea) – jedna z grup organizmów zwierzęcych wyróżnianych na podstawie stopnia rozwoju zarodkowego osiąganego w rozwoju osobniczym. Najprostsze tkankowce, których rozwój zatrzymał się na stadium gastruli, a w ich budowie wytworzyły się dwie warstwy komórek – wewnętrznej gastrodermy (pochodzenia entodermalnego) oraz zewnętrznej epidermy (pochodzenia ektodermalnego). Pomiędzy tymi warstwami znajduje się specyficzna struktura o charakterze podporowym nazywana mezogleą lub mezenchymą, a u gąbek – mezohylem.
W obrębie dwuwarstwowców wyróżniano dwa lub trzy typy zwierząt:
- parzydełkowce,
- żebropławy,

a czasami gąbki.
Dawniej wymienione typy uważane były za podtypy jamochłonów, z którymi dwuwarstwowce były utożsamiane. W niektórych klasyfikacjach są też utożsamiane z promienistymi (Radiata). 